# Federazione pallavolistica di Hong Kong
La Federazione pallavolistica di Hong Kong (eng. Volleyball Association of Hong Kong, 香港排球總會T, VBAHK) è un'organizzazione fondata per governare la pratica della pallavolo a Hong Kong.
Organizza il campionato maschile e femminile, e pone sotto la propria egida la nazionale maschile e femminile.
Ha aderito alla FIVB nel 1959.